# تسمية مؤقتة في علم الفلك
التسمية المؤقتة في علم الفلك هو طريقة اصطلاحية لتسمية الأجرام السماوية فور اكتشافها. يتم وضع التسمية الدائمة للجرم حالما يتم حساب مداره حسابا موثوقا. اكتشفت العديد من الكويكبات والتي لم يتم تسميتها من قبل مكتشفيها.